# Яламас, Дмитрий Афанасьевич
Дми́трий Афана́сьевич Ялама́с (греч. Δημήτρης Γιαλαμάς — Дими́трис Ялама́с; род. 24 мая 1960, Афины) — греческий и российский филолог и поэт, доктор филологических наук.

## Образование и учёные степени
Окончил Афинский университет (1986), с тех пор живёт и работает в России. Учился в аспирантуре филологического факультета МГУ под руководством Бориса Успенского, защитил диссертацию «Филологическая деятельность братьев Лихудов в России» (1992), которая была посвящена первым шагам высшего образования в России и его теоретическо-филологическим основам. В июне 2001 года им защищена докторская диссертация «Значение деятельности братьев Лихудов в свете греческих, латинских и славянских рукописей и документов из российских и европейских собраний».

## Педагогическая и дипломатическая деятельность
С 1996 г. преподаёт в МГУ, в 1997 г. стал первым заведующим новосозданной кафедры византийской и новогреческой филологии. Одновременно (с 1994 г.) занимает пост Советника по культуре Посольства Греции в Москве.

## Творчество
Автор поэтических сборников «Ночная скачка Поля Ревира» (Афины, 1980), «Мир без поэтов» (Москва, 2004. Двуязычное издание на греческом и русском языках / Перевод Ирины Ковалёвой), «Маленьким девочкам нельзя» (Москва, 2006. Двуязычное издание на греческом и русском языках / Перевод Ирины Ковалёвой). Автор либретто оперы «Станция» (муз. Алексей Сюмак), сценической кантаты «Богини из машины» (муз. Андреас Мустукис), поставленных режиссёром Кириллом Серебренниковым (дирижёр Теодор Курентзис) в 2008 году на фестивале «Территория» в Москве, а также оперы «Астероид 62» (муз. Дмитрий Курляндский). Автор поэтических текстов для спектакля МХТ им. А. П. Чехова «Киже» (режиссёр Кирилл Серебренников). Автор либретто «Requiem» (муз. Алексей Сюмак) — первое исполнение МХТ им. А. П. Чехова (режиссёр Кирилл Серебренников). В 2014 году состоялась постановка оперы «Носферату» (музыка Дмитрия Курляндского) в Пермском театре оперы и балета. Режиссёр — Теодорос Терзопулос, дирижёр — Теодор Курентзис. В её оформлении участвовал итальянский художник Яннис Кунеллис.

## Семья
- Жена — Екатерина Щербаченко, солистка Государственного академического Большого театра России
- Дочь — София Ялама (род. 2022)

## Публикации
- Два письма грека Хаджикирьяка братьям Лихудам // Ricerche slavistiche, том 41. 1994. — С. 227—238
- Два неопубликованных панегирика братьев Лихудов // Византийский временник. № 55 (80). — М. : Наука, 1994. — С. 210—214.
- Послание Иоанникия Лихуда князю В. В. Голицыну // Россия и христианский Восток. Вып. 1. — М. : «Индрик», 1997. — С. 179—184.
- Столкновения представителей греческой и латинской культур в Москве во второй половине XVII столетия (некоторые эпизоды из жизни братьев Лихудов) // Научные доклады филологического факультета МГУ. Вып. 2. — М., 1998. — С. 119—123
- Средневековая греческая грамматическая традиция и труды братьев Лихудов // Лихудовские чтения. 1998. — C. 11-14
- Рекомендательная грамота восточных патриархов братьям Лихудам // Очерки феодальной России. Вып. 4. 2000. — С. 298—311
- «Слово на Рождество Христово» Софрония Лихуда // Московия. Т. 1 : проблемы Византийской и Новогреческой филологии : к 60-летию Б. Л. Фонкича. — М. : «Индрик», 2001. — С. 511—526.
- Тема смерти И. В. Сталина в новогреческой литературе // Тезисы и материалы Второй международной конференции по классической, византийской и новогреческой филологии памяти И. И. Ковалевой. МГУ им. М. В. Ломоносова (15-17 апреля 2013 г.). — C. 78-83
- Иерусалимский патриарх Досифей и Россия. 1700—1706 гг. По материалам Российского государственного архива древних актов. Часть 1 (1700 г.) // Россия и Христианский Восток. Вып. IV—V, место издания Языки славянской культуры Москва. 2015. — C. 593—647
- Греческий поэт К. Варналис и его отношения с СССР. По материалам переписки с переводчицей его произведений на русский язык Т. В. Кокуриной // Stephanos, издательство Филологический факультет МГУ имени М. В. Ломоносова (Москва), № 4 (24). 2017. — C. 45-81
- Современные переводы новогреческой литературы в России // Россия и Греция: языковые и культурные связи Международная научная конференция. Москва, 2-5 декабря 2020 года. Тезисы конференции, издательство ООО «МАКС Пресс». 2020. — C. 29-32